# Пэйдж, Джексон
Джексон Пэйдж (англ. Jackson Page; род. 8 августа 2001) — валлийский игрок в снукер.

## Биография и карьера
Родился 8 августа 2001 года в городе Эббу-Вейл валлийского графства Блайнай-Гуэнт.
Чемпион EBSA European Under-21 Snooker Championships. До этого был чемпионом IBSF World Under-18 Snooker Championship; в 2017 году также стал чемпионом EBSA European Under-18 Snooker Championships.
Принимал участие в профессиональных турнирах. Дважды, в 2017 и 2018 годах, был участником Q School, но в Мэйн-тур не прошёл. Однако стал участником тура на сезоны 2019/20 и 2020/21 после победы в феврале 2019 года в чемпионата Европы среди юношей до 21 года.
14 апреля 2025 года, в ходе квалификационной игры к Чемпионату мира с Алланом Тейлором, Пейдж стал первым в истории игроком, сделавшим два максимальных брейка в 147 очков в одном матче .